# Berkovci (Moravske Toplice, Slovenija)
Berkovci (mađarski: Berkeháza) je naselje u slovenskoj Općini Moravskim Toplicama. Berkovci se nalazi u pokrajini Prekomurju i statističkoj regiji Pomurju. 

## Stanovništvo
Prema popisu stanovništva iz 2002. godine naselje je imalo 55 stanovnika.